# Крылов, Николай Николаевич (хоккеист)
Николай Николаевич Крылов (род. 18 января 1949) — советский хоккеист, нападающий.

## Биография
Воспитанник свердловской команды ВИЗ. В местной команде «Спартак», через год переименованной в «Автомобилист», дебютировал в Кубке СССР 1966. Победитель молодёжного чемпионата СССР (1968). Играл за «Автомобилист» до 1975 года, в течение четырёх сезонов (1967/68 — 1969/70, 1972/73) выступал в классе «А».
Играл за команды «Ижсталь» Ижевск (1975/76), «Рубин» Тюмень (1976/77), «Спутник» Нижний Тагил (1978/79).
Тренер в свердловских командах «Юность», «Автомобилист», «СКА-ШВСМ».